# 하사마정 (미야기현)
하사마정(迫町)은 미야기현 북쪽에 위치해 있던 마을이다.2005년 4월 1일에 도미군 전체 정 및 혼요시군 쓰야마정이 합병하여 도미시가 되었다.
사누마정 시대부터 구 사누마정 지구가 도미군의 중심 상업지로서 미야기현민으로부터 「사누마」라고 불리고 있어 이 지역의 별칭·광역 지명으로서 이용되어 왔다. 사누마는 옛 지명 산바에서 유래했다.

## 역사
- 1889년 4월 1일 - 사누마정, 닛타촌, 기타카타촌이 성립하였다.
- 1955년 4월 1일 - 사누마정, 기타카타촌, 닛타촌과 합병해 하사마정이 탄생하였다.
- 2005년 4월 1일 - 모토요시군 쓰야마촌과 합병해 도메시가 되었다.

## 행정
마지막 촌장 : 이토 키치에 (伊藤吉衛)

## 교통

### 철도
- 동일본 여객철도
  - 도호쿠 본선

### 도로
- 국도 346호선
- 국도 398호선